# (30418) Jakobsteiner
(30418) Jakobsteiner es un asteroide perteneciente al cinturón de asteroides descubierto por Paul G. Comba el 1 de junio de 2000 desde el Observatorio de Prescott.

## Designación y nombre
Designado provisionalmente como 2000 LG, fue nombrado en honor a Jakob Steiner (1796-1863) fue un granjero suizo que se hizo a sí mismo y que más tarde se convirtió en profesor de la Universidad de Berlín. Desarrolló nuevos métodos en geometría proyectiva que le permitieron demostrar muchos teoremas hermosos y a menudo intrincados.

## Características orbitales
Jakobsteiner está situado a una distancia media de 2,684 ua, pudiendo alejarse un máximo de 3,257 ua y acercarse un máximo de 2,112 ua. Tiene una excentricidad de 0,213 y la inclinación orbital 12,187 grados. Emplea 1606,39 días en completar una órbita alrededor del Sol.
Pertenece a la familia de asteroides de (145) Adeona.

## Características físicas
Jakobsteiner tiene una magnitud absoluta de 14,73. Tiene un diámetro de 7,373 km y su albedo geométrico es de 0,056.